# Prentiss County
Prentiss County er et county i den amerikanske delstat Mississippi. 
34°37′N 88°31′V / 34.61°N 88.52°V